# Mezzogiorno sulle Alpi (album)
Mezzogiorno sulle Alpi è il dodicesimo album in studio di Alice, pubblicato nel 1992.

## Descrizione
Il testo del brano La recessione è una poesia di Pier Paolo Pasolini, pubblicata inizialmente il 5 gennaio 1974 sul quotidiano Paese Sera e poi nel volume: La nuova gioventù, Poesie friulane 1941-1974, Einaudi (1975),

## Tracce
1. In viaggio sul tuo viso (Messina, Alice, Messina) - 4:06
2. Passano gli anni (Messina, Di Martino) - 3:50
3. Blue melody (Buckley) - 5:54
4. Neve d'aprile (Messina, Di Martino, Alice) - 4:02
5. Rain town (Messina, Barbieri, Alice) - 4:00
6. Il colore della lontananza (Messina, Alice) - 4:21
7. Tim (Messina, Alice, Messina) - 1:06
8. Lungo ritorno a casa (Alice, Messina, Cosentino) - 4:43
9. La recessione (Pasolini, Mino Di Martino) - 3:53
10. Madre notte (Messina, Fresu, Alice, Messina) - 3:20
11. Luce della sera (Messina, Barbieri, Alice) - 5:32

## Formazione
- Alice – voce, tastiera
- Gavin Harrison – batteria, percussioni
- Francesco Messina – tastiera, basso, organo Hammond, pianoforte
- Michele Fedrigotti – batteria elettronica
- Pino Pischetola – programmazione
- Marco Guarnerio – tastiera, basso, chitarra elettrica
- Dave Gregory – chitarra elettrica, chitarra acustica
- Richard Barbieri – tastiera
- Stefano Battaglia – pianoforte
- Jakko Jakszyk – tastiera, chitarra acustica
- Martin Elliot – basso
- Danny Thompson – contrabbasso
- Paolo Fresu – tromba
- Bruno Romani – sax, flauto